# Шморгун Станіслав Михайлович
Станісла́в Миха́йлович Шморгу́н (18 березня 1972 — 19 червня 2023) — старший сержант Збройних Сил України, учасник російсько-української війни, який загинув під час російського вторгнення в Україну.

## Життєпис
Станіслав Шморгун народився 18 березня 1972 року у місті Судова Вишня, Львівської області.
В 1979 році пішов у перший клас Судововишнянської СШ, яку закінчив в 1989 році.
З 1990 по 2000 рік служив в Збройних Силах РФ у частині 52510, в Сахаліненській області, в с. Леонідово на посаді заступника командира розрахунку тактичних ракет.
Після звільнення в запас повернувся до України, де проходив подальшу службу в лавах МВС. Працював на посаді інспектора патрульної служби взводу супроводу поїздів.
У 2011 році був звільнений за вислугою років та станом здоров'я.
Наступні 10 років працював в галузі охорони.
Із початком повномасштабного вторгнення Російської Федерації до України добровольцем вступив до лав Збройних сил України. Боровся проти держави-терориста у складі 125-ї окремої бригади територіальної оборони ЗСУ, служив командиром гранатометного відділення.
Вірний військовій присязі, загинув 19 червня 2023 року при виконанні службового обов’язку по захисту Батьківщини. Військовий загинув, виконуючи бойові завдання, поблизу с. Діброва на Луганщині.
У Станіслава Шморгуна залишилися дружина, двоє доньок, син та дві сестри.

## Нагороди
В лютому 2024 року відповідно до указу Президента України №135/2023  Станіславу Шморгуну за особисту мужність і самовідданість, виявлені у захисті державного суверенітету та територіальної цілісності України, вірність військовій присязі було посмертно відзначено державною нагородою: орденом «За мужність» III ступеня.
В травні 2024 відповідно до указу Міністра оборони України №786 від 21 травня 2024 року відзначено медаллю "Захиснику України".